# Herbert von Wolff
Konrad Herbert Richard Eduard Freiherr von Wolff (* 7. Oktober oder 20. Oktober 1886 in Friedrichswald, Livland, heute Saikava, Bezirk Madona, Lettland; † 26. Mai 1967 in Bad Godesberg) war ein deutscher Verwaltungsjurist und Ministerialbeamter.

## Leben
Herbert von Wolff entstammte dem deutsch-baltischen Adelsgeschlecht von Wolff. Er studierte Rechtswissenschaften an der Georg-August-Universität Göttingen. 1907 wurde er Mitglied des Corps Saxonia Göttingen. 1910 leistete er als Referendar den Militärdienst als Einjährig-Freiwilliger. Beim Ausbruch des Ersten Weltkriegs kam er mit seinem Dragoner-Regiment Nr. 18 an die Westfront, wo er im Oktober 1914 in französische Kriegsgefangenschaft geriet. Nach vier Jahren wurde er in die Schweiz überführt, wo er bis zum Juli 1919 in der politischen Abteilung der Deutschen Gesandtschaft tätig war. Noch im gleichen Jahr legte er in Deutschland das Regierungsassessor-Examen ab. 
Nach Tätigkeiten in der Freien Stadt Danzig, im Ministerium des Innern und als Regierungsassessor bei der Regierung Köslin wurde von Wolff 1921 zum Landrat des Kreises Bütow ernannt. 1931 wurde er Oberregierungsrat bei der Regierung in Königsberg und später Oberverwaltungsgerichtsrat am Preußischen Oberverwaltungsgericht in Berlin. Später war er Ministerialrat im Reichsministerium des Innern. Mit Gründung der Bundesrepublik wurde er als Ministerialrat in das Bundesministerium des Innern übernommen und lebte seitdem in Bad Godesberg. 
Von Wolff war Mitbesitzer des 300 Hektar großen Ritterguts Karolinenthal im Kreis Lauenburg (heute Żelazkowo, Gemeinde Nowa Wieś Lęborska). Er war mit Margarethe verw. von Stülpnagel geb. von Knebel Döberitz verheiratet. Das Corps Borussia Bonn verlieh ihm 1964 die Corpsschleife.